# Cascada Chachín

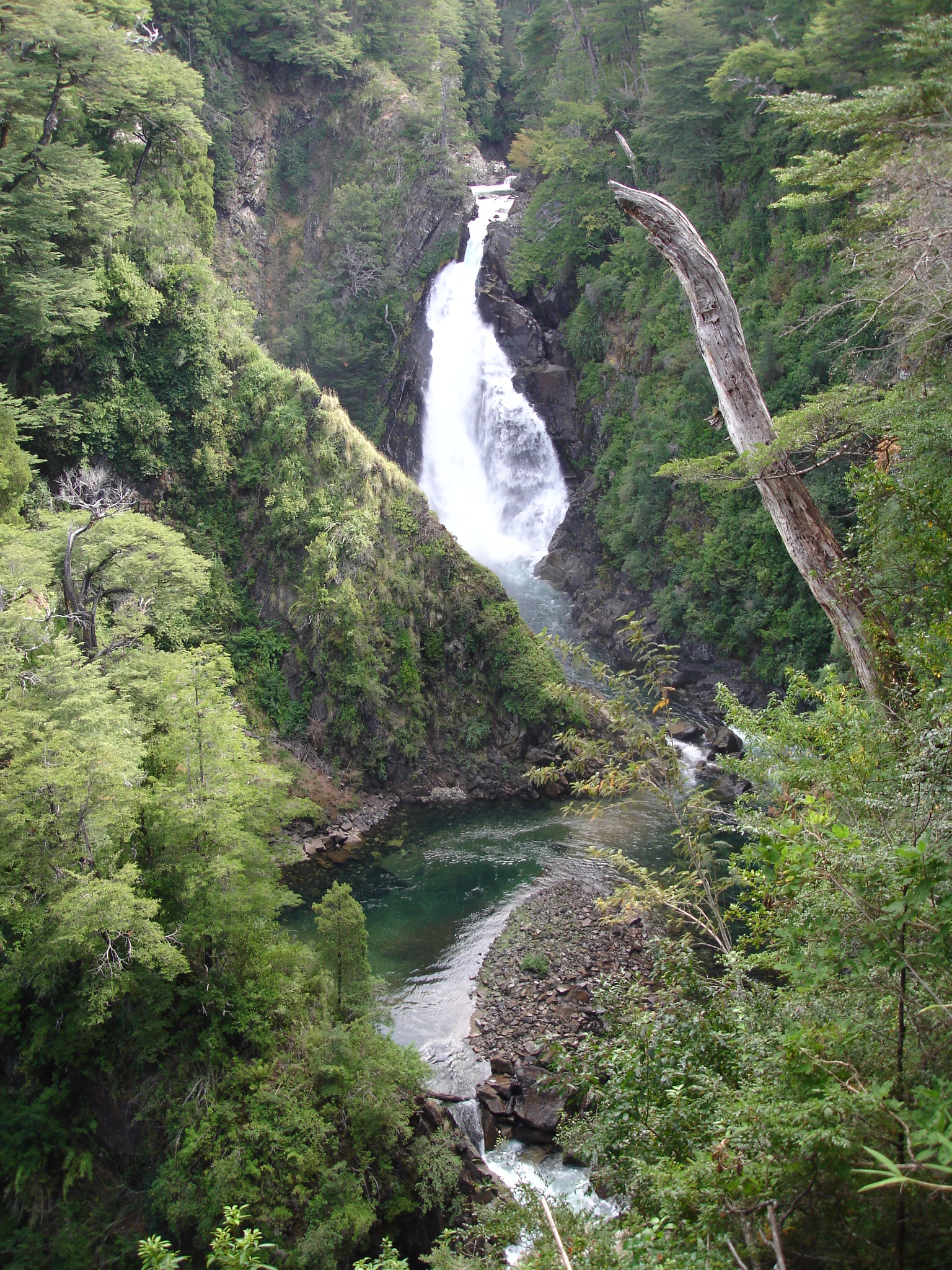
Vista de la cascada Chachín y el marco de selva valdiviana.

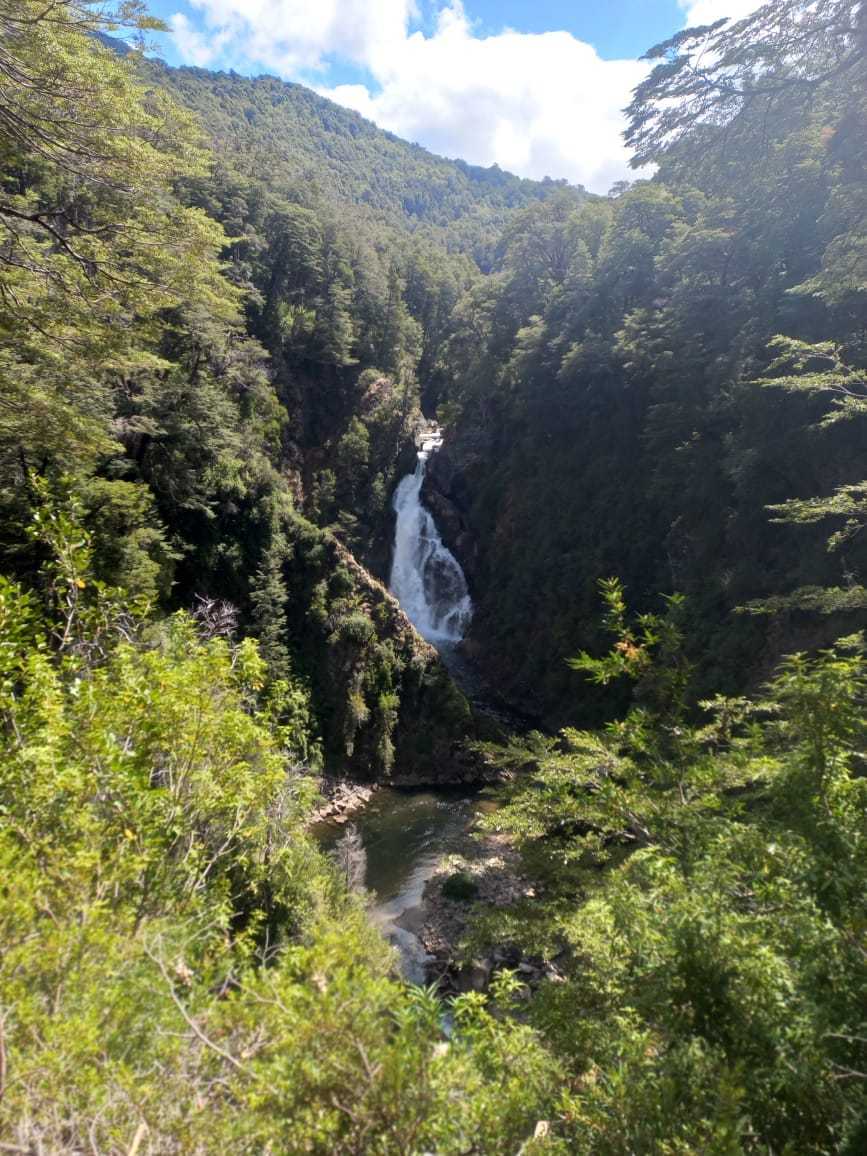
Vista del salto de agua de la Cascada del río Chachín, en la localidad de San Martín de los Andes, provincia de Neuquén.

La cascada Chachín es un salto de agua sobre el río Chachín, ubicado en el parque nacional Lanín, provincia del Neuquén, Argentina, a 60 km de la ciudad de San Martín de los Andes. La caída de agua es de aproximadamente 30 metros y se encuentra rodeada de un cerrado bosque parte de la selva valdiviana. Un mirador estratégicamente ubicado permite disfrutar de la belleza del salto y su tupido y húmedo entorno natural, que constituye uno de los principales atractivos del parque nacional.
El acceso a la misma forma parte del recorrido turístico que inicia en la desembocadura del río Hua-Hum  y avanza bordeando el lago Nonthué, el río Chachín y finaliza en el lago Queñi. Del camino se desprende un corto sendero pedestre con carteles interpretativos que arriba hasta el salto. El acceso al recorrido se realiza desde la ruta Provincial N.º 48.
Otra forma de acceder es por vía lacustre, a través de un pequeño muelle ubicado en el lago Nonthué, a unos 2000 metros de la cascada.